# M/F Prinsesse Isabella
M/F Prinsesse Isabella er færgen som sejler Hou-Sælvig ruten.
Den er bygget som dobbelt-endet i Remontowa-værftet i Gdansk i Polen i 2013.
Den er navngivet efter HKH Prinsesse Isabella og har været i drift siden marts 2015. Dåben foregik den 6. juni og færgen blev døbt af HKH Prinsesse Isabella. Det var prinsessens første officielle opgave for kongehuset.
| Fakta om M/F PRINSESSE ISABELLA |                                                                        |
| Overfartstid                    | 60 minutter                                                            |
| Totallængde                     | 99,9 m                                                                 |
| Fart                            | 14 knob (26 km/t)                                                      |
| Antal personbiler               | 160 personbiler eller 16 lastbiler                                     |
| Antal passagerer                | 600 (inkl. besætning)                                                  |
| Fremdrift                       | 4 styk dieselmotor, i alt 4 MW, både gas og diesel. 4 azimut-propeller |
| Tonnage                         | 5500                                                                   |

I havn manøvrerer færgen på diesel. Under overfarten sejles på det renere flydende gas.